# Crocifisso di Padova
Il Crocifisso di Padova è una croce sagomata a tempera e oro su tavola di pioppo (223x164 cm) di Giotto, databile al 1303-1305 e conservato nei Musei degli Eremitani, proveniente dalla Cappella degli Scrovegni.

## Storia
La croce è probabilmente contemporanea agli affreschi della cappella (1303-1305 circa), con cui mostra stringenti affinità, nonostante una parte della critica meno recente si fosse già pronunciata per una fase ben più tarda, fino al 1317. Doveva essere originariamente appesa al centro della cappella, sopra la transenna dell'iconostasi. L'attribuzione a Giotto risale al 1864, di Cavalcaselle, ed è stata contrastata dalla critica, anche per le precarie condizioni di conservazione. Gli studiosi che hanno negato la parternità a Giotto sono stati Rintelen, Weigeit e Brandi, paternità che però oggi è in genere accettata.
La croce ha trovato la sua collocazione attuale dopo un accurato restauro.

## Descrizione
Dipinta su entrambi i lati, è incastonata in una cornice mistilinea, intagliata lungo i bordi con raffinati motivi vegetali. Completa anche nei tabelloni accessori, mostra la croce col Cristo, la rappresentazione del Calvario col teschio di Adamo in basso (su cui gocciola il sangue per redimere il Peccato originale del progenitore), i dolenti a mezzo busto (Maria e Giovanni) ai lati e il Redentore nella cimasa. I bordi della croce sono decorati con motivi ornamentali derivati dall'arte tessile.

## Stile
La figura di Cristo, rinnovata nel linguaggio figurativo rispetto al secolo precedente, risulta, come in opere precedenti dell'artista (Croce di Santa Maria Novella, Croce di Rimini) più naturalistica. Tutto il corpo sprofonda verso il basso, gravato dal suo stesso peso. La testa, le dita della mano e le ginocchia sporgono in avanti, i piedi sono sovrapposti l'uno sull'altro, dando la sensazione di profondità spaziale. 
I chiaroscuri sono resi con una stesura pittorica densa e morbida a rendere passaggi fumosi tra le zone chiare e quelle più scure. Inoltre c'è un'attenzione per l'unica fonte di luce e tutti i passaggi chiaroscurali sono resi tenendo conto della sua provenienza. La luce è al tempo stesso intensa e morbida, e mette in risalto le membra, dipinte con cura riportando anche le vene, i tendini, lo schema osseo della gabbia toracica. 
Rispetto alla Croce di Santa Maria Novella, e similmente alla Croce di Rimini, il corpo è scarno e allungato, con passaggi di colore morbidi e calibrati. L'espressione del Cristo è sofferente ma dignitosa, di grande spiritualità, e trasmette una drammaticità maggiore rispetto alle precedenti croci fiorentina e riminese. Questo è lo stile maturo dei crocifissi giotteschi che si ritrova anche nel Crocifisso di Ognissanti e in quello del Louvre.
Le decorazioni a semicerchio o quarto di cerchio sono in numero maggiore rispetto alla croce fiorentina, ma anche a quella riminese.
Il retro è molto più rovinato e mostra l'Agnello mistico con i simboli degli evangelisti alle estremità dei bracci della croce.